# Alejandro Betts
Alexander Jacob Betts Goss, llamado también Alejandro Jacobo Betts Goss (Puerto Argentino/Stanley, 28 de octubre de 1947-Ushuaia, 13 de marzo de 2020), fue un ciudadano argentino nacido en las islas Malvinas. Se desempeñó como controlador de tráfico aéreo, personal civil de la Fuerza Aérea Argentina e historiador, entre otros empleos. Posteriormente vivió en Agua de Oro, provincia de Córdoba y fue veterano civil del conflicto del Atlántico Sur de 1982. Desde 2014 poseía en su Documento Nacional de Identidad argentino con el domicilio fueguino que tenía en las Malvinas hasta 1982.
Debido a sus lecturas e investigaciones, defendió desde 1976 la soberanía argentina en las Malvinas. Trabajó con el gobierno de Argentina como asesor técnico del Consejo Asesor Observatorio Cuestión Malvinas de la provincia de Tierra del Fuego, Antártida e Islas del Atlántico Sur y acompañando a la delegación argentina en su reclamo anual por la soberanía de las islas ante las Naciones Unidas. En 2015 fue candidato al Parlamento del Mercosur por Tierra del Fuego, Antártida e Islas del Atlántico Sur.
Además de su idioma inglés nativo, aprendió español por su cuenta y lo hablaba con acento cordobés.

## Biografía

### Primeros años y familia
Nacido en la capital isleña, es de ascendencia angloescocesa y cuarta generación de isleños. Por lado materno, es bisnieto de británicos e irlandeses que en 1842 llegaron a las islas como colonos y se instalaron en Monte Mármol, en la isla de Borbón, al norte de la Gran Malvina. Sus abuelos paternos, escoceses, se instalaron en las islas en 1854. Betts es un apellido tradicional en las islas. Sus padres eran Cyril Betts y Malvina Goss que dirigían el Bar Victoria. Alejandro fue el quinto hijo de ocho de la familia. Fue el residente número 2.248.
Su infancia estuvo marcada por la ausencia de su padre, ya que trabajaba en las estaciones balleneras de las islas Georgias del Sur y también se desempeñaba como navegante vinculando las islas con el resto de Sudamérica.
A la edad de catorce años, en 1961 luego de estudiar en la única escuela de la capital isleña, Betts fue a trabajar como esquilador de ovejas para la Douglas Station Sheepfarming Company, empresa británica. Allí conoció la toponimia en idioma español que poseen las islas, como así también notó que el pelaje de los caballos y las partes de las monturas se denominaban en español. Siendo adolescente, preguntó el por qué se usaban estos términos, recibiendo de respuesta que se usaban los nombres que se habían heredado de los primeros colonos de la zona, que eran españoles.
Desde 1979 trabajó para la aerolínea argentina Líneas Aéreas del Estado (LADE) como controlador de tráfico aéreo en el aeropuerto de Puerto Argentino/Stanley y como empleado administrativo y contable (era auxiliar del despacho en aeropuerto, traductor oficial y realizaba tareas de oficina). En ese entonces la aerolínea tenía una sucursal en las Malvinas y operaba un vuelo semanal desde Comodoro Rivadavia. También, anteriormente, se desempeñó como peón, domador y carpintero, boyero, tractorista, mayordomo, entre otros, en la isla Borbón, trabajando para la Falkland Islands Company. 
Estudió contabilidad pública a distancia en las universidades de Londres y Edimburgo, teniendo su título en 1975. Luego trabajó en el único supermercado de la capital isleña y para la empresa argentina Gas del Estado cuando operaba junto a LADE e YPF. Betts trabajó para las empresas argentinas debido a que era uno de los pocos malvinenses que había aprendido a hablar en español.
Se casó con su primera esposa, Candy, en 1968. Ella murió en 1977 a la edad de 26 años. La pareja tuvo dos hijos, Pablo, nacido en 1968, y Alba, nacida en 1969. Su segundo matrimonio fue con Rosita, una malvinense chilena oriunda de Punta Arenas, con quien tuvo dos hijas, la primera llamada Magaly y la segunda Zoe. Se casaron en 1978, cuando ella trabajaba en la Casa de Gobierno de las Islas Malvinas. Cuando Betts se retiró de las islas, dejó la propiedad legal de su casa en la calle Hebe de Puerto Argentino/Stanley a Rosita, quien se mudó al norte de Gales en 1987 junto a sus hijas, donde viven actualmente.
Dawn, una de sus hijas, es actualmente funcionaria de Migración para la Corona Británica en la capital isleña. Mientras que uno de sus hermanos menores (en total tiene nueve), Terry (empresario pesquero y acérrimo defensor de la postura británica) se desempeñó como miembro del Consejo Legislativo de las islas y hoy día vive en el Reino Unido, vendiendo licencias a empresas para pescar en las islas y participando con la delegación británica ante el comité de Descolonización, discutiendo con Alexander. Terry cobra millonarias comisiones en libras esterlinas por las actividades pesqueras. Tanto Alejandro, como su hijo Pablo, son los únicos de la familia Betts que apoyan el reclamo argentino.

### Guerra de las Malvinas
Durante la reocupación argentina de las Malvinas en 1982, Betts asistió a las tropas argentinas para obtener suministros cuando los comerciantes isleños se negaron a servirles. Como trabajaba para LADE, que forma parte de la Fuerza Aérea Argentina, debió trasladar cargamento y soldados argentinos. Debido a ello, Betts es considerado veterano civil de la guerra, apareciendo en los listados del Ministerio de Defensa de Argentina y cobrando una pensión mensual desde 2011. En 2015 el diario Clarín criticó a Betts por recibir una pensión de veterano de guerra del gobierno argentino a pesar de no haber sido militar y no tener ciudadanía argentina en ese momento. Betts respondió al artículo calificándolo de «sorpresivo» y señalando que nunca negó ser un veterano de la guerra y que uno de los requisitos para cobrar la pensión de veterano es haber estado en las islas durante el conflicto.

Y estuve allí durante todo el conflicto esquivando balas perdidas y la metralla de los bombardeos británicos sobre nuestras posiciones, además de tiros de francotiradores calibre 22 en Puerto Argentino que aparecían cuando ponía el sol. [...] En mi misma condición estaba el resto de las personas que llevaban a cabo trabajos en Malvinas en el momento, como el teléfono, oficina de correos y el personal de distribución de combustibles, así como periodistas.

Betts llegó a Puerto Belgrano, provincia de Buenos Aires, a bordo del ARA Bahía Paraíso con 34 años de edad, el 26 de junio, días después de la rendición argentina, dejando a su hija Dawn (de entonces once años) en las islas, ya que se resistía a mudarse al continente. Debido a esto, las autoridades británicas lo obligaron a dejarla bajo custodia de su abuela (la madre de Alejandro). El ARA Bahía Paraíso había zarpado de Puerto Argentino el 24 de junio, junto con otros once pasajeros civiles (personal de YPF y periodistas) y bajo supervisión de la Cruz Roja Internacional.
La decisión de trasladarse al continente la tenía tomada desde antes del conflicto bélico, en 1981, para estar más cerca de su hijo Pablo, quien estudiaba en el Liceo Aeronáutico Militar ubicado en Funes a 30 kilómetros de Rosario, provincia de Santa Fe. Pablo, que es quinta generación de malvinenses y nacido en la isla Borbón, también tiene DNI argentino desde 1982, y reside en Rosario. En las islas también quedaron tres de sus hermanos y sobrinos. Algunos de sus familiares han visitado el continente años después de la guerra. Alejandro ya le había pedido a LADE ser trasladado a otra sucursal en el continente en 1981.
En ese año, Betts inició un expediente con las oficinas centrales de LADE en Buenos Aires, solicitando su traslado a otra agencia, ofreciéndole la aerolínea cinco destinos. Betts eligió Ushuaia en noviembre, faltando solo la publicación oficial en el Boletín Aeronáutico para efectivizar su traslado. Para la mudanza, vendió algunos de sus elementos personales, puso al día sus obligaciones impositivas y tributarias con las autoridades coloniales, levantó su préstamo hipotecario y renunció a sus empleos de contador en la Falkland Islands Company y como secretario contable de varias estancias en las islas. Pese a ello, al estallar la guerra el 2 de abril de 1982, decidió no dejar las islas hasta finalizar el conflicto.
Durante el conflicto, continuó con sus trabajos habituales para LADE en el aeropuerto de Puerto Argentino hasta que en mayo recibió la orden de no regresar allí por el inicio de los ataques británicos. Luego comenzó a ayudar a las empresas Gas del Estado e YPF con la venta y distribución de gas de cocina para los isleños. Alejandro, que vivía en la casa de su madre a las afueras de la capital isleña, debió mudarse a otro hogar dentro de Puerto Argentino por órdenes del gobierno argentino para su protección.
Las razones y las circunstancias que rodean la salida de Betts de las islas son discutidas. Betts afirmó que fue obligado a abandonar el territorio rápidamente por las fuerzas británicas, con el apoyo de muchos isleños, por ser considerado «desertor» de la patria británica debido a su apoyo a Argentina durante la guerra. Sin embargo, John Fowler, exdirector adjunto de Penguin News, como así también la población de las islas y medios de prensa británicos dicen que dejó las Malvinas por su propia voluntad, abandonando a su esposa e hijos, porque «estaba teniendo una relación extramarital con una mujer argentina a quien había conocido cuando se trabajaba con LADE», llamada Santina Toranzo. Fowler señaló que otros isleños que colaboraron con los militares argentinos durante la guerra no sufrieron persecución y todavía viven en las islas.
Magaly Betts, una de sus hijas, dice que «me educaron con el conocimiento de que mi padre había engañado a mi madre cuando estaba en estado de embarazo y la dejó por una mujer argentina justo antes de la guerra». Según ella, desde que Alejandro dejó las islas, nunca más reconoció su existencia y optó por no participar en su vida.
Alejandro también decía que el listado completo de civiles argentinos (e incluyéndolo a él), fue aprobado por las autoridades británicas administradoras de las islas, sin tener ninguna objeción ni ningún impedimento legal para mudarse al continente.
También otros malvinenses han puesto en duda los orígenes del apoyo a Argentina, ya que el 18 de mayo de 1978 Betts envió una carta al periódico Falkland Islands Times, protestando enérgicamente por la débil respuesta del gobierno británico por el establecimiento de una base argentina en las islas Sandwich del Sur.
Desde su partida, nunca más regresó a las islas.

### Vida en el continente
Ya instalado en el continente, consiguió trabajo para LADE en el Aeropuerto Internacional de Pajas Blancas, en Córdoba, por lo que se instaló en la localidad de Agua de Oro. Originalmente, tenía intenciones de mudarse a Ushuaia. Posteriormente y tras una reestructuración, pasó a ser empleado civil de la Fuerza Aérea Argentina. En 2007 intentó sin éxito ser intendente en la localidad donde residía. Anteriormente, fue elegido dos veces concejal por la Unión Cívica Radical y llegó a ser secretario de gobierno de la municipalidad local entre 1987 y 1995.
Betts se volvió a casar en Agua de Oro, esta vez con una argentina llamada Santina Toranzo a quien conoció en las islas, y tuvo otros tres hijos, dos hombres y una mujer. Luego se divorció.
Escribió y publicó los libros La verdad sobre Malvinas, mi tierra natal, escrito junto con el periodista canadiense Peter Cameron Bate, Malvinas, el Colonialismo Residual, con el prólogo del excanciller Guido Di Tella, e Historia de las Islas Malvinas. En 2014 publicó su cuarto libro, Malvinas, Identidad Nacional, que llegó a ser presentado al papa Francisco.
Invitado por el Ministerio de Relaciones Exteriores y Culto, ha participado junto al canciller argentino Héctor Timerman y María Angélica Vernet —tataranieta de Luis Vernet, gobernador argentino de las Malvinas antes de la invasión británica de 1833— en casi todas las peticiones que se realizan anualmente ante el Comité de Descolonización de las Naciones Unidas exigiendo que el Reino Unido retome las negociaciones por la soberanía de las islas. También ha participado allí junto a Marcelo Vernet, otro tataranieto de Luis Vernet, y con otros malvinenses que viven en Argentina. Sus participaciones en la ONU comenzaron en 1983. Hasta 2015, llevaba 38 participaciones en foros de la ONU, incluyendo el Comité de Descolonización, foros en Anguila, Nicaragua, Fiyi, Santa Lucía, entre otros, donde explicitó sobre la postura argentina en la cuestión Malvinas.
En 1985 participó junto con la isleña-argentina Susan Couttes de Maciello y Raúl Mac Burney, político de Chubut en calidad de descendiente de colonos galeses.
En su declaración en el Comité de Descolonización en 2013, Betts causó controversia cuando sugirió que durante la campaña del referéndum la soberanía de las Islas Malvinas, Peter Willets, politólogo, profesor emérito y catedrático de la City University London, no participó como observador de los comicios, ya que el gobierno isleño le quitó su credencial el día anterior a la consulta por asegurar que la consulta «no será reconocida por la ONU como un acto de autodeterminación» ya que el organismo no lo considera como «el simple derecho de las personas a elegir vivir como quieren». El propio Willets luego condenó los comentarios de Betts diciendo que eran «distorsionados» y que estaban «tergiversados». El gobierno isleño había dicho que Willetts había «violado la neutralidad que correspondía a su cargo», ya que consideraban que había alentado «a que se votara por la opción no». Tras el referéndum, Willets dijo: «entiendo por qué algunas personas vieron mi discusión sobre el estado del Territorio de Ultramar podría sugerir indirectamente el apoyo a un voto No, a pesar de que no era mi intención».
A finales de 2013 fue nombrado asesor técnico del Consejo Asesor Observatorio Cuestión Malvinas de la provincia de Tierra del Fuego. En ese año también participó como orador en el Encuentro de Grupos Europeos Pro Diálogo por la Cuestión Malvinas realizado en Londres en febrero de 2013. Como parte del consejo asesor, brinda conferencias y participa de diversos eventos en Tierra del Fuego, relacionados con la cuestión Malvinas. Betts también es Coordinador de Asuntos Internacionales ante la ONU  de la Fundación Malvinas, con sede en Ushuaia.
En 2014, la Embajada de Argentina en Londres publicó un libro llamado Malvinas Matters (en español: Diálogos por Malvinas), que incluyó un capítulo escrito por Betts llamado Mi vida en Malvinas sobre cómo comenzó a apoyar a la Argentina.

## Postura política
Betts afirmaba que comenzó a cuestionar la soberanía británica sobre las Malvinas, cuando le habló a una turista argentina sobre el tema en la década de 1970. Él comenzó a estudiar la historia de las islas Malvinas a mediados de 1976, concluyendo después de cuatro años de investigación, análisis, verificaciones, evaluaciones y consideraciones de distintas fuentes que «Argentina tenía derechos absolutos sobre el territorio insular». Sin embargo, el 18 de mayo de 1978 Betts aún envió una carta al periódico Falkland Islands Times, protestando rotundamente la débil respuesta del gobierno británico al establecimiento de una base argentina en la isla Thule.
Lo primero que recibió fue una copia de la posición de la Academia Nacional de la Historia de la República Argentina sobre la soberanía de las islas. Le fue difícil asimilar la postura argentina, y para lograrlo solicitó e investigó documentos complementarios de Francia, sobre la colonización de 1764 en Puerto Soledad y la posterior entrega a España, y de España, sobre las islas bajo el virreinato del Río de la Plata hasta 1811. Betts recibió suficiente material de los dos países, desde sus embajadas en Buenos Aires.

Mis conocimientos son basados sólidamente en vastos e intensos estudios. Hay muchas aristas que deberían informarse desde el inicio del problema, no es sólo una cuestión bilateral, angloargentina.

Me costó atar los nudos, pero finalmente pude, y vi que durante cuatro generaciones el gobierno nos venía mintiendo sobre lo que ellos decían que era un derecho inexpugnable; cuando pude asimilar la información, bueno, supe que el único dueño de Malvinas es Argentina.

Todo lo que hago por la causa argentina lo hago voluntariamente (...) ya que estoy totalmente convencido de la reivindicación de las islas del. Así que es una obligación civil.

Betts también criticó al gobierno británico y al modo de vida en las islas, diciendo que «el objetivo del sistema colonial británico es que haya una subordinación total y absoluta de la postura británica, no permitiendo alguna voz de opinión distinta» y criticando la postura del derecho de autodeterminación de los malvinenses. Él dice que en las islas no se daba ninguna información sobre la historia del archipiélago anterior a 1833.

Sobre los supuestos derechos británicos; ni una palabra. Uno tenía que conformarse con que «las islas son británicas», y punto final.

Sobre los isleños, él dijo que los británicos consideran que su «papel de mayor importancia» es la de «ocupación» del territorio. Sobre el referéndum sobre la soberanía de las Islas Malvinas de 2013, Betts lo calificó de «otro paso más grotesco» del Reino Unido y, sobre las tres personas que votaron en contra de permanecer como colonia británica, llamó a la decisión como «extremadamente audaz», ya que en la sociedad isleña «pensar diferente está mal visto».
Además, criticó la educación que reciben los habitantes, afirmando que «no alcanza ni el ciclo básico» argentino y que es «muy limitada». Según el, la situación «tiene un propósito» por parte de los británicos para tener los elementos suficientes, pero no aspiraciones de salir de las islas. También ha dicho que allí no se podía aspirar a una gran carrera «porque los puestos jerárquicos eran otorgados a ciudadanos que venían desde Inglaterra». Según Betts, el incremento poblacional «resulta en gran medida» de la política británica de contratación de mano de obra del Reino Unido y Santa Elena. Además dice que el gobierno isleño «no es independiente», ya que la administración ejecutiva «recae sobre un gobernador nombrado por la Corona que designa a parte de los miembros de la Asamblea Legislativa».

Ese pensamiento (de que los isleños se sienten británicos) es producto natural del sistema colonial británico, que no permite el ingreso de fuentes de información distintas. Se hace muy difícil también al isleño informarse de una forma distinta a la versión oficial.

El Reino Unido utiliza la infundada excusa de la autodeterminación para el establecimiento de una poderosa base militar (Base Aérea de Monte Agradable) que sirve exclusivamente a sus intereses estratégicos en el control absoluto del Atlántico Sur en toda su extensión.

El derecho a la libre determinación no surge ni se crea para favorecer la continuidad de conquistas militares seguidas de la instalación de una población afín al conquistador para hacerles decir que quieren seguir bajo la misma situación, como ocurre hoy en Malvinas.

[Hablando sobre los dirigentes de las islas] ...manifiestan abiertamente su rechazo a ser considerados latinoamericanos. [...] Esas declaraciones prueban la pobreza argumental, la mentalidad y sociología de los pobladores del territorio.

En cuanto a la identidad isleña, él dice:

Diría que desde que comenzaron a llegar los primeros colonos, de 1842 en adelante, fuimos todos malvinenses. De ingleses no tenemos nada. Somos anglohablantes, pero sin ningún tipo de identidad nacional. Yo era huérfano de patria hasta que llegué a Córdoba. Acá uno se puede explayar, decir lo que piensa, lo que siente. Esa diferencia se nota, y es una sensación de libertad increíble.

Su postura en el conflicto de soberanía provocó discusiones con los demás malvinenses:

Había isleños que en privado me decían: «Probablemente tengas razón», pero públicamente nadie se hacía cargo.

Sufrí agresiones psicológicas, verbales y hasta físicas según el tono de la discusión.

Mi postura no tenía mucho eco en mis coterráneos, era marcado como la oveja negra del rebaño, sufrí persecución y discriminación. Hoy dicen abiertamente que mis conocimientos son una traición imperdonable al reino.

No soy bien recibido en Malvinas aunque mi familia de allá sabe que mi compromiso por la paz y la justicia es genuino. Acá, en Córdoba, pude formar una familia: tengo dos hijos y una vida de compromiso por una causa tan histórica como justa. Las Malvinas nos pertenecen; las Islas son argentinas.

Betts se caracterizaba por ser uno de los únicos habitantes de las islas que apoya el reclamo argentino, siendo considerado como «figura polémica», «traidor» y «líder propagandista» por los kelpers (habitantes de las islas) y los medios de prensa británicos. También ha admitido haber recibido «presiones», discriminaciones y rechazos desde que comenzó a hacer pública su postura. Su familia en las islas nunca apoyó su postura y también lo acusaba de traidor. Sus publicaciones a favor de la Argentina son calificadas por ellos de «insultos crueles». Su hija Dawn, recibía críticas contra su padre cuando iba a la escuela en las islas. Betts también era reacio a hablar con la prensa de habla inglesa, ya que los acusaba de distorsionarlo con frecuencia.
Se autodefinía como un «militante de la causa Malvinas» y afirmaba que regresaría a las islas «cuando no me exijan sellarme un documento para transitar por mi propia casa».
Con respecto a las negociaciones entre la Argentina y el Reino Unido por la soberanía de las islas, afirmaba que se deben realizar con diálogo y diplomacia, detallando que «hay que considerar cómo integrar a la isla pero sin modificar la calidad y tipo de vida de los habitantes». También propuso en diversas ocasiones mejorar la enseñanza sobre las Malvinas en el sistema educativo argentino.

## Nacionalidad y ciudadanía
Betts se definió como fueguino-malvinense, diciendo que «ante la ley (argentina)» todos los malvinenses son fueguinos. También se define como «cordobés adoptivo».

No hay alternativas, no hay que tirar una moneda, si soy nativo del territorio, entonces soy argentino.

Poseía documento y pasaporte argentino desde el 26 de octubre de 1982. Los trámites los había iniciado en julio del mismo año en el Registro Civil de Córdoba.

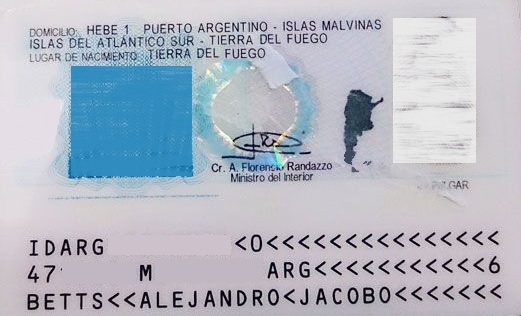
Reverso del DNI de Betts con el domicilio en Puerto Argentino.

En junio de 2014 gestionó su nuevo DNI en Ushuaia, ya que por la ley nacional 26552 que estableció los límites de la provincia de Tierra del Fuego, Antártida e Islas del Atlántico Sur, las Malvinas forman parte de la misma. Su nuevo documento le fue entregado 32 años después de su llegada al continente en la embajada argentina ante la ONU en Nueva York, luego de la petición argentina anual ante el Comité de Descolonización. Allí, Fabiana Ríos —gobernadora fueguina y quién le entregó el documento— anunció ante el Comité que Betts se hizo anotar la dirección que tenía en la capital isleña antes del conflicto, ya que antes no figuraba. La actual propietaria del inmueble (número 1 de la calle Hebe) se quejó al respecto en los periódicos Penguin News y Clarín. Betts sostiene que es su domicilio legal.
En su documento el domicilio que figuraba era «Hebe 1, Puerto Argentino, Islas Malvinas, Islas del Atlántico Sur, Tierra del Fuego», mientras que en el lugar de nacimiento figura Tierra del Fuego.
Anterior a su radicación en el continente, Betts solo tenía su partida de nacimiento, ya que los malvinenses no eran considerados ciudadanos británicos hasta el año 1983.

Antes de la guerra en mi DNI, en el apartado nacionalidad, figuraba: nacido en las Falkland Islands, y nada más...

Yo –y todos los de mi generación nacidos en Malvinas– no éramos reconocidos como ciudadanos británicos, ni de primera, segunda, tercera, ni cuarta. Hoy, felizmente, puedo decir que tengo una identidad nacional.

En mayo de 2015, debido al domicilio de las Malvinas registrado en su DNI, el Juzgado Electoral de Tierra del Fuego y la Junta Electoral Municipal de Ushuaia invitaron a Betts participar de las elecciones provinciales en dicha ciudad por ser ciudadano fueguino, votando en la Primera Sección Electoral y en la Mesa N.º 1 de la capital provincial. Es la primera vez que un ciudadano argentino nacido en las Malvinas estuvo empadronado en las islas y en condiciones de votar en Tierra del Fuego. Betts afirma que Tierra del Fuego es la «única provincia que tiene las facultades jurídicas para empadronar y permitir el sufragio de un votante con domicilio declarado en Malvinas».

En este punto particular de mi vida, es sumamente importante para mí poder votar en mi provincia natal y con este documento, que ha causado tanto revuelo, pude asentar mi último domicilio legal en Malvinas. Para mí también tiene un gran valor emocional, es altamente emotivo. [...] Mi caso va a ser único hasta que tengamos el efectivo control en el territorio y los habitantes de Malvinas voten como ciudadanos argentinos en elecciones generales del país. [...] Y será único por unos cuantos años, hasta que se resuelva de una vez la disputa, la controversia por la soberanía del territorio...

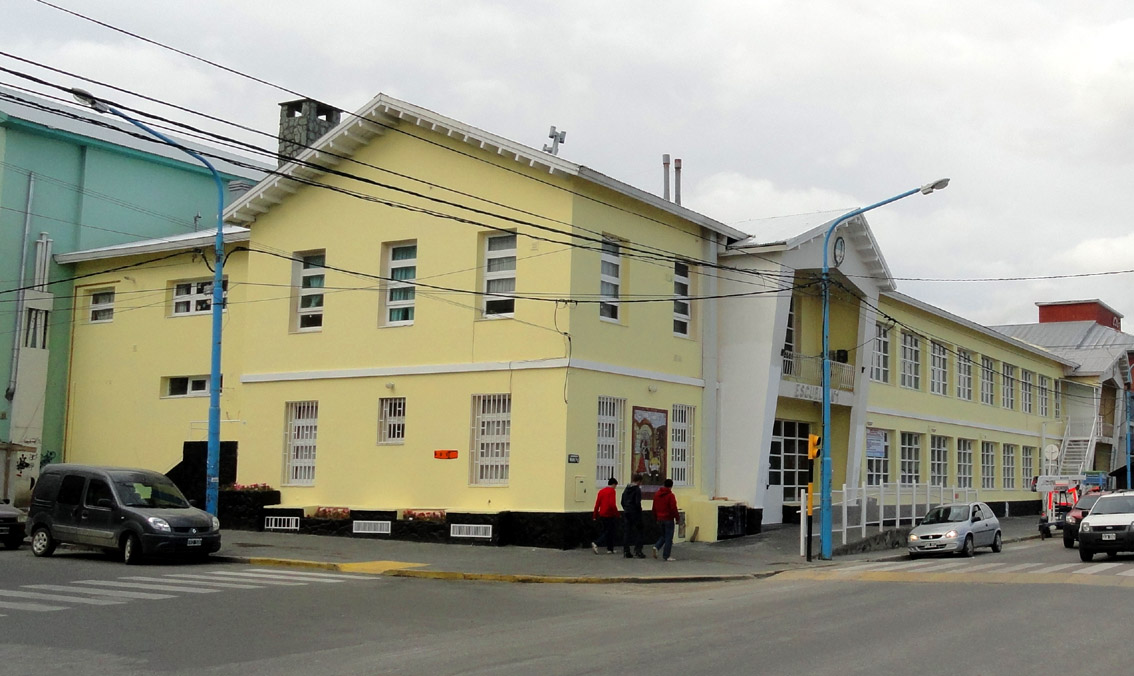
Escuela N.º 1 de Ushuaia, donde votó Betts.

El 21 de junio, Betts ejerció su derecho político de votar en su provincia natal, en la Escuela Nacional N°1 de Ushuaia, convirtiéndose en el primer sufragio de un argentino con domicilio en las Malvinas en Tierra del Fuego. Al votar, anunció a la prensa que:

Hay que decir que mi postura no ha sido ajena a ciertos sacrificios, pero este momento hace olvidar todo lo que pasé. Soy un isleño votando en mi lugar de nacimiento, en la ciudad capital de las Islas Malvinas.

Es la primera vez desde el año '83 que puedo votar donde tengo mi domicilio legal que es en Malvinas. Nunca perdimos nuestro derecho, pero sí hay una ocupación de facto en el territorio y a mí no me cabe ninguna duda que esta situación, en el futuro, se va a corregir.

Lo que hice es un acto de cualquier ciudadano argentino que emite su sufragio, y por primera vez, desde 1983 he podido votar en mi tierra natal, Tierra del Fuego. Yo soy el primero, y entiendo que esto puede tener repercusión inesperada en el futuro con otros malvineses, para que puedan ejercer su voto en la provincia como ciudadanos argentinos.

Para las elecciones del 9 de agosto, el padrón de electores de Tierra del Fuego incorporó otros cuatro ciudadanos argentinos nacidos en las Malvinas y radicados en territorio continental.

### Candidatura al Parlasur
Al día siguiente de emitir su voto, se anunció que Betts sería precandidato al Parlamento del Mercosur (Parlasur) por la provincia de Tierra del Fuego en las elecciones primarias del 9 de agosto, como extrapartidario del Partido Social Patagónico. Betts se convirtió así en el primer malvinense que se postulaba para un cargo nacional en la Argentina. Durante la campaña dijo que llevaría la cuestión Malvinas al Parlasur. En la lista estuvo acompañado por la precandidata a diputada nacional por Tierra del Fuego Nélida Belous.

Estoy muy emocionado, primero por votar en mi provincia y segundo por ser candidato al Parlasur. Me siento un argentino más.

Para mí es una gran responsabilidad aunque también pienso que estoy capacitado para esta tarea. [...] Confiamos en mejorar la aceptación de nuestra propuesta lograda en las PASO y en instalar a la cuestión Malvinas como un tema geopolítico y geoestratégico dentro del Mercosur.

La lista de Betts en las primarias obtuvo 2935 votos, representando el 4,31 % por ciento de los votos afirmativos. La fórmula quedó en sexto lugar y logró superar el piso del 1,5 % necesario para las elecciones generales de octubre. En las elecciones del 25 de octubre, Betts quedó en último lugar con el 4,31 % de los votos, siendo la peor derrota electoral del Partido Social Patagónico.